# Ryk Tulbagh
Ryk Tulbagh, auch Rijk Tulbagh, (* 14. Mai oder 21. Mai 1699 in Utrecht, Niederlande; † 11. August 1771 in Kapstadt, Südafrika) war Gouverneur der Kapkolonie.

## Leben
Tulbagh war der älteste Sohn des Offiziers der Generalstaatenarmee Dirk Tulbagh († vor 1747) und dessen Frau Catharina (geborene Cattepoel, * 1680 – nach 1747). Seine Familie gehörte weder zur Prominenz noch war sie wohlhaben, doch genoss sie einen guten Ruf, da sie sich als überzeugte Kämpfer für die niederländische Freiheit erwiesen hatten. Als Tulbagh etwa fünf Jahre alt war, wurde sein Vater als Hauptmann nach Bergen-op-Zoom versetzt. Dort besuchte er eine Lateinschule. Als Sechzehnjähriger trat er in die Niederländische Ostindien-Kompanie ein und 1716 schiffte sich auf der Terhorst nach Südafrika ein. Er absolvierte zunächst eine fünfjährige Lehre in der Kompanie am Kap. Mauritz de Chavonnes, der damalige Gouverneur, ernannte ihn zu seinem stellvertretenden Sekretär. 1722 wurde er oberster Sekretär und drei Jahre später Sekretär des Rates, der die Kapregion verwaltete. Er arbeitete sich im Dienst der Kompanie empor und wurde im September 1728 zum Mitglied des Rates ernannt und zum „Junior-Merchant“ (eine Bezeichnung für jüngere Garnisons- und Schiffsoffiziere, Ärzte und Chirurgen) befördert, was ihm ein Stimmrecht und einen Sitz am Hohen Gerichtshof einbrachte. 1732 wurde er in den Rang eines einfachen Kaufmanns und im April 1739 zum Zweiten und schließlich zu Ersten Kaufmann erhoben, eine Position, die ihn auch zum Präsidenten des Hohen Gerichtshofs machte. Vier höhere Kaufleute kümmerten sich um die offizielle Korrespondenz, den Warenein- und -verkauf der Kompanie sowie die Verwaltung der Lagerhäuser, Getreidespeicher und Mühlen der Kompanie. Er war der vorletzte in einer Reihe von Beamten, die später Gouverneure wurden.
Tulbagh verheiratete sich 1739 mit Elizabeth Swellengrebel († 1753).

## Gouverneur der Kapkolonie
Zwölf Jahre lang war er Sekundant, bevor er die Nachfolge seines Schwagers Hendrik Swellengrebel (1700 – 1760) antrat. Dieser hatte bei seinem Rücktritt das Direktorium der Kompanie gebeten, Tulbagh an seiner Stelle zu ernennen. Am 27. Februar 1751 wurde er Gouverneur der Kolonie und trat sein Amt offiziell am 15. April 1751 an. Er galt als ein sehr gebildeter Mann, der Besucher aus dem Ausland beeindruckte und als Botaniker auch in Europa Anerkennung fand. Während seiner Amtszeit gab es am Kap ungefähr 5000 erwachsene Sklaven, die des Öfteren Schwierigkeiten verursachten. Tulbaghs gab ein strenges Gesetzbuch mit Regelungen zu diesem Thema heraus, es enthielt auch die Möglichkeit, dass ein Sklave seine Freiheit erlangen konnte, wenn sein Besitzer ihn freizukaufen wünschte. Anschließend galt ein solcher Sklave als „in jeglicher Hinsicht der einheimischen Bevölkerung ebenbürtig.“
1755 brach eine Pockenepidemie am Kap aus, der fast 1000 Siedler und weit über 1000 Sklaven zum Opfer fielen. Die Zahl der Hottentotten, die an den Pocken starben ist unbestimmt. Ihre Überlebenschancen als Volk wurde jedoch entscheidend eingeschränkt. Tulbagh gründete 1761 die erste Leihbücherei am Kap. 1768 kam es erneut zu einem Ausbruch der Pocken. Der Generalgouverneur Jacob Mossel forderte ihn auf die 124 in Batavia aufgestellten Vorschriften, die sogenannten Pracht- und Prunkgesetze, auch am Kap umzusetzen, die er Zurschaustellung des Reichtums der Beamten Einhalt gebieten sollten. Tulbagh beauftragte drei seiner Räte damit, diese Vorschriften an die hiesigen Bedingungen anzupassen. Es herrschte während seiner Regierungszeit eine Wirtschaftsdepression, die sich erst mit dem Ausbruch des Siebenjährigen Krieges in Europa verbesserte, als zahlreiche ausländische Schiffe am Kap landeten und Proviant zu kaufen.

## Expeditionen und Naturkunde

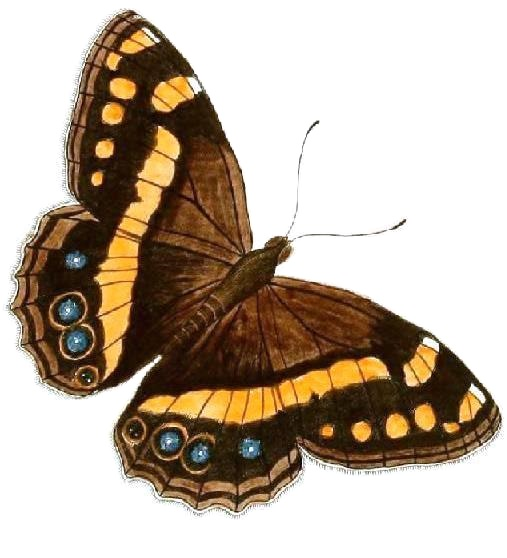
Aeropetes tulbaghia

Tulbagh legte in den Gärten der Gesellschaft eine eigene Tier- und Pflanzensammlung an und schickte Insekten und Pflanzen an viele berühmte Sammler in Europa. So erhielt auch Carl von Linné in Schweden Insekten für seine Sammlung unter denen sich scheinbar ein Exemplar eines Schmetterlings oder Edelfalters befand, den er zu Ehren von Tulbagh 1764 als Aeropetes tulbaghia benannte. Dieser Schmetterling ist der alleinige Bestäuber des „Tafelberg-Stolzes“ oder „Roten Disa“, Disa uniflora.
Kurz nach seiner Ernennung zum Gouverneur ließ Tulbagh 1752 eine Expedition ausrüsten, die unter der Leitung von Friedrich Beutler nach Osten ausgesandt wurde, um das Land sorgfältig zu erkunden und seine Bewohner zu erforschen. Die Reisenden berichteten, dass die Xhosa bis zum Fluss Keiskamma im Westen vorgedrungen waren. Dieser galt damals die Trennlinie zwischen den Bantu- und Hottentottenvölkern. Sie fanden entlang der Berge, in denen die Flüsse Tyumie, Kat und Koonap entspringen, außer Buschmännern keine anderen Völker auf dem Gebiet.
Eine zweite Expedition sandte er um 1761 nordwärts ins Namaqualand. Sie kam auf ihrer Route, die nicht weit von der Küste entfernt verlief, bis zu einen Punkt rund 320 Kilometer jenseits des großen Flusses (später Oranje genannt). Das Land bestand überwiegend aus Wüste und am Südufer des großen Flusses wurde Kupfer entdeckt. Der Bure Jakob Cotzee, der die Expedition begleitete, berichtete, dass er dort neben Löwen und Nashörnern noch ein völlig anders Tier gesehen habe, welches im Kapland völlig unbekannt sei. Es sei durch seinen langen Hals, den gebuckelten Rücken und seine hohen Beine sehr auffällig. Cotzee nannte das von ihm entdeckte Tier „eine Art Kamel“. Cotzee erschoss zwei dieser „kamelartigen Tiere“, von denen eins ein Junges bei sich hatte, das sie einfingen, um es mit zum Kap zu bringen. Sie fütterten es mit in Wasser eingeweichten Semmeln, doch es starb, bevor sie ihr Ziel erreichten und so brachten sie lediglich das Fell mit zurück, das an ein Museum in Holland geschickt wurde, wo es als Kuriosität galt.
Tulbagh, der von diesem Fund fasziniert war, stellte umgehend eine weitere Expedition auf, zu deren Aufgaben es gehörte, das in Groß-Namaland vorkommenden Tier zu erforschen, auch um herauszufinden, ob sich das Tier als Nutztier für die Kolonie eignen würde. Er beauftragte den Kapitän der Bürgerdragoner Hendrik Hop mit der Ausrüstung und Cotzee damit Führung des Unternehmens. Sie sollten nach Möglichkeit mehrere der Tiere einfangen und lebend mit zurückbringen. Diese Reise dauerte von 1761 bis zum 27. April 1762. Der Landvermesser C. A. Brinck hielt die Ereignisse in Tagebüchern fest.

## Ehrungen
- Die Stadt Tulbagh in der südafrikanischen Provinz Westkap, als Roodezand gegründet, wurde 1795 nach ihm benannt.
- Die vor allem in der Capensis vorkommende Gattung Tulbaghia in der Tribus Tulbaghieae (Unterfamilie Lauchgewächse) wurde 1765 nach ihm benannt.[5]